# National Football League 1920
La stagione NFL 1920 fu la prima stagione sportiva della National Football League, la massima lega professionistica statunitense di football americano. La stagione iniziò il 26 settembre e si concluse il 19 dicembre 1920.
La lega venne fondata in un concessionario di automobili di Canton il 20 agosto 1920 da quattro squadre professionistiche dell'Ohio: gli Akron Pros, i Canton Bulldogs, i Cleveland Tigers e i Dayton Triangles. Queste quattro squadre si scontravano già dal 1903 nella Ohio League, una lega semi-ufficiale, ma fu solo nel 1920 che il campionato venne formalizzato. Durante l'incontro la lega venne inizialmente denominata American Professional Football Conference
Il 17 settembre si tenne una seconda riunione a Canton in cui si aggiunsero altre squadre: gli Hammond Pros e i Muncie Flyers dall'Indiana, i Rochester Jeffersons provenienti dalla New York Pro Football League e i Rock Island Independents, i Decatur Staleys e i Racine Cardinals dall'Illinois. In questo secondo incontro la lega si diede il nuovo nome di American Professional Football Association, nome che nel 1922 verrà modificato nel definitivo National Football League.
Durante l'anno si unirono alla lega altre quattro squadre: i Buffalo All-Americans (provenienti anch'essi dalla New York Pro Football League), i Chicago Tigers, i Columbus Panhandles e i Detroit Heralds. Nel frattempo, Jim Thorpe dei Canton Bulldogs venne nominato primo presidente della APFA pur continuando a svolgere anche il ruolo di giocatore.

## La stagione
Data la caratteristica instabilità della lega appena costituita, il calendario fu lasciato alla libera organizzazione di ogni squadra che incontrò anche avversari non appartenenti all'organizzazione, ad esempio. Per questo motivo la classifica finale venne considerata ufficiosa.
La prima partita della stagione e di tutta la NFL, fu giocata il 26 settembre 1920 al Douglas Park di Rock Island, in Illinois tra i St. Paul Ideals e la squadra di casa dei Rock Island Independents che vinse per 48 a 0.
La stagione terminò il 19 dicembre 1920. Non vennero disputati play-off e non venne nominato nessun vincitore ufficiale.

### Risultati della stagione
- V = Vittorie, S = Sconfitte, P = Pareggi, PCT = Percentuale di vittorie, PF = Punti Fatti, PS = Punti Subiti
- Nota: nelle stagioni precedenti al 1972 i pareggi non venivano conteggiati nel calcolo della percentuale di vittorie.

| American Professional Football Association |    |   |   |      |     |     |
| Squadra                                    | V  | S | P | PCT  | PF  | PS  |
| Akron Pros                                 | 8  | 0 | 3 | 1000 | 151 | 7   |
| Decatur Staleys                            | 10 | 1 | 2 | 909  | 164 | 21  |
| Buffalo All-Americans                      | 9  | 1 | 1 | 900  | 258 | 32  |
| Racine Cardinals                           | 6  | 2 | 2 | 750  | 115 | 43  |
| Rock Island Independents                   | 6  | 2 | 2 | 750  | 201 | 49  |
| Dayton Triangles                           | 5  | 2 | 2 | 714  | 150 | 54  |
| Rochester Jeffersons                       | 6  | 3 | 2 | 667  | 156 | 57  |
| Canton Bulldogs                            | 7  | 4 | 2 | 636  | 208 | 57  |
| Detroit Heralds                            | 2  | 3 | 3 | 400  | 53  | 82  |
| Cleveland Tigers                           | 2  | 4 | 2 | 333  | 28  | 46  |
| Chicago Tigers                             | 2  | 5 | 1 | 286  | 49  | 63  |
| Hammond Pros                               | 2  | 5 | 0 | 286  | 41  | 154 |
| Columbus Panhandles                        | 2  | 6 | 2 | 250  | 41  | 121 |
| Muncie Flyers                              | 0  | 1 | 0 | 0    | 0   | 45  |

Nota: La classifica è da considerarsi ufficiosa in quanto i calendari furono organizzati indipendentemente dalle singole squadre.

## Vincitore
| Vincitori del campionato NFL 1920 Akron Pros 1º titolo |